# NGC 455
NGC 455 è una galassia lenticolare situata nella costellazione dei Pesci.
Fu scoperta il 27 ottobre 1864 da Albert Marth.

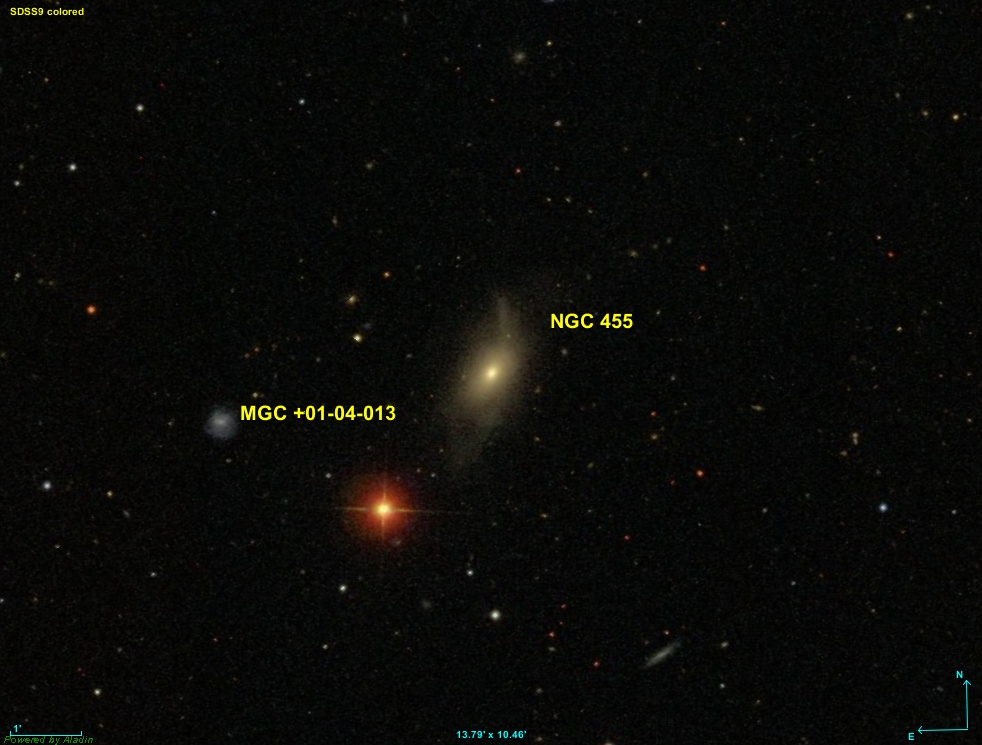
NGC 455, immagine SDSS